# 奇斯霍姆山
73°26′S 163°21′E / 73.433°S 163.350°E
奇斯霍姆山是南極洲的山峰，位於維多利亞地的博克格雷溫克海岸，屬於南十字山脈的一部分，現時由南極條約體系管理。